# Język daantanai’
Język daantanai’ (a. lantanai) – język papuaski używany przez grupę ludności w prowincji Bougainville w Papui-Nowej Gwinei. Według danych z 2007 roku posługuje się nim 600 osób.
Należy do rodziny języków południowej Bougainville. Jest klasyfikowany w ramach grupy nasioi. Przypuszcza się jednak, że był stosunkowo odrębny od pozostałych języków nasioi, przy czym został przekształcony pod wpływem ich oddziaływania (upodabniając się do języków koromira i nasioi).